# Tisová (Otročín)
Tisová (německy Tissau) je malá vesnice, část obce Otročín v okrese Karlovy Vary v Karlovarském kraji. Nachází se asi tři kilometry západně od Otročína. Tisová leží v katastrálním území Tisová u Otročína o rozloze 5,08 km².

## Historie
První písemná zmínka o vesnici pochází z roku 1233.

## Obyvatelstvo
Při sčítání lidu v roce 1921 ve vsi žilo 215 obyvatel (z toho 111 mužů) německé národnosti a římskokatolického vyznání. Podle sčítání lidu z roku 1930 měla vesnice 182 obyvatel: čtyři Čechoslováky a 178 Němců. Kromě osmi evangelíků a jednoho člověka bez vyznání byli římskými katolíky.
| Rok            | 1869 | 1880 | 1890 | 1900 | 1910 | 1921 | 1930 | 1950 | 1961 | 1970 | 1980 | 1991 | 2001 | 2011 | 2021 |
| -------------- | ---- | ---- | ---- | ---- | ---- | ---- | ---- | ---- | ---- | ---- | ---- | ---- | ---- | ---- | ---- |
| Počet obyvatel | 150  | 190  | 206  | 205  | 189  | 215  | 182  | 96   | 70   | 31   | 14   | 7    | 9    | 19   | 20   |
| Počet domů     | 23   | 28   | 31   | 30   | 30   | 31   | 31   | 27   | —    | 9    | 5    | 8    | 9    | 10   | 12   |

## Obecní správa
Při sčítání lidu v letech 1869–1950 Tisová byla samostatnou obcí, se kterým patřila nejprve do okresu Karlovy Vary, ale v letech 1900–1930 v okrese Teplá a v roce 1950 v okrese Toužim. Od roku 1960 je částí obce Otročín v okrese Karlovy Vary.

## Osobnosti
- V roce 1683 se v Tisové narodil česko-německý barokní architekt Johann Michael Ludwig Rohrer.
- V letech 1881–1893 v Tisové pracoval jako učitel básník Johann Alboth.[10]